# Globočice pri Kostanjevici
Globočice pri Kostanjevici este o localitate din comuna Kostanjevica na Krki, Slovenia, cu o populație de 107 locuitori.